# Calodactylodes aureus
Calodactylodes aureus е вид влечуго от семейство Геконови (Gekkonidae). Видът не е застрашен от изчезване.

## Разпространение и местообитание
Разпространен е в Индия (Андхра Прадеш, Ориса и Тамил Наду).
Обитава хълмове и пещери.